# آرنولد، مینه‌سوتا
آرنولد (به انگلیسی: Arnold) یک منطقهٔ مسکونی در ایالات متحده آمریکا است که در شهرستان سنت لوئیس، مینه‌سوتا واقع شده‌است. آرنولد ۳۰٫۱ کیلومتر مربع مساحت و ۲٬۹۶۰ نفر جمعیت دارد و ۴۴۰٫۱۴ متر بالاتر از سطح دریا واقع شده‌است.